# As Long As You Love Me (canción de Backstreet Boys)
«As Long as You Love Me» es el segundo sencillo por los Backstreet Boys de su álbum debut en los Estados Unidos y es el segundo sencillo de Backstreet's Back. Fue lanzado en septiembre de 1997 internacionalmente y en octubre del mismo año en los Estados Unidos. Es uno de los éxitos más grandes de la banda. Llegó al número 1 en Nueva Zelanda, Argentina y Filipinas, número 2 en Australia y Austria, número 3 en Reino Unido, número 4 en Suiza y Suecia, y número 5 en Países Bajos y Noruega.  La canción es el sencillo más vendido en Reino Unido y el sencillo número 13 más vendido de una boyband en la década de 1990 en Reino Unido vendiendo 430 000 copias.
En los Estados Unidos, aunque nunca fue lanzado como un sencillo comercial, se convirtió en un "alimento básico" en MTV y en las radios, pasando 56 semanas en Billboard Hot 100 Airplay, llegando al número 4.
La canción fue una adición de último minuto en el álbum, mientras Clive Calder, el entonces presidente de Zomba, escuchó la canción y llamó al presidente de Jive Records Barry Weiss, quien luego contactó al mánager de la banda, Johnny Wright. Debido a un error por parte de alguien en la cadena de producción, un mix de "As Long As You Love Me" se incluyó en el relanzamiento de 1997 en el álbum Backstreet Boys estadounidense, pero no en Backstreet's Back. El lanzamiento original del álbum debut estadounidense tenía una "versión LP" incluía. Pero una vez que el álbum fue relanzado, la "versión vídeo" se incluyó en el álbum. Esto enojó al escritor y productor Max Martin. Esta versión posteriormente se convirtió en la versión lanzada como un sencillo a las radios y en vídeo. Tiene diferente instrumentación y mezclas, como también una estructura diferente, muy similar al sencillo estadounidense anterior, "Quit Playing Games (With My Heart)". La versión estadounidense se enlista por lo general como la versión "Radio" o "Vídeo", mientras que la versión internacional es típicamente enlistada como versión "Álbum" o "LP".
Además, debido a enfermedad y el plazo para la canción, la voz de A. J. McLean no aparecen en la versión grabada de la canción. Hizo los coros por Brian Littrell en el vídeo musical el 15 de junio de 1997.

## Recepción de la crítica
Stephen Thomas Erlewine de AllMusic declaró que "As Long as You Love Me" "habría sonado perfecto en cualquier época". También elogió la hábil producción de la canción, que describió como "tan irresistible como puede ser el pop adolescente". John Dingwall de Daily Record declaró que la canción le recordaba a "los New Kids On The Blockde los años 1990". Chuck Arnold de la revista People lo vio como su "suntuosa canción de firma", y señaló que "se trata de dejar tu vida en manos de esa persona especial, con la única condición de que te aman. Suena como un trato".

## Discos sencillos
Europa Parte 1
1. «As Long As You Love Me» [Radio Mix]
2. «Quit Playing Games (With My Heart)» [e-Smoove Vocal Mix]
3. «Everybody (Backstreet's Back)» [Funked Up Mix]
4. «Every Time I Close My Eyes»

Europa Parte 2
1. «As Long As You Love Me» [Versión radio]
2. «As Long As You Love Me» [Versión Unplugged]
3. «As Long As You Love Me» [Versión Instrumental]

Canadá
1. «As Long As You Love Me»
2. «As Long As You Love Me» [Soul Solution Club Mix]
3. «As Long As You Love Me» [Plastik Vocal Edit]
4. «As Long As You Love Me» [Soul Solution Edit]
5. «Every Time I Close My Eyes»

The Remixes
1. «As Long As You Love Me» [Versión radio]
2. «As Long As You Love Me» [Versión Unplugged]
3. «As Long As You Love Me» [Matty's R&B Mix]
4. «As Long As You Love Me» [Matty's House (Dee Zee AH)]
5. «As Long As You Love Me» [Soul Solution Club Mix]
6. «Every Time I Close My Eyes»

Remixes Vinilo Doble
1. «As Long As You Love Me» [Soul Solution Club Mix]
2. «As Long As You Love Me» [B-Boy Extended House Mix]
3. «As Long As You Love Me» [Plastik Extended Vocal Mix]
4. «As Long As You Love Me» [Jason Nevins Live On Sunset Strip Mix]
5. «As Long As You Love Me» [Versión original de radio]
6. «As Long As You Love Me» [Soul Solution Dub]
7. «As Long As You Love Me» [Soul Solution Instrumental]
8. «As Long As You Love Me» [Edge Factory Journey]
9. «As Long As You Love Me» [Tranceatlantic Dub]
10. «As Long As You Love Me» [Nevco Peep Show Dub]

## Video musical

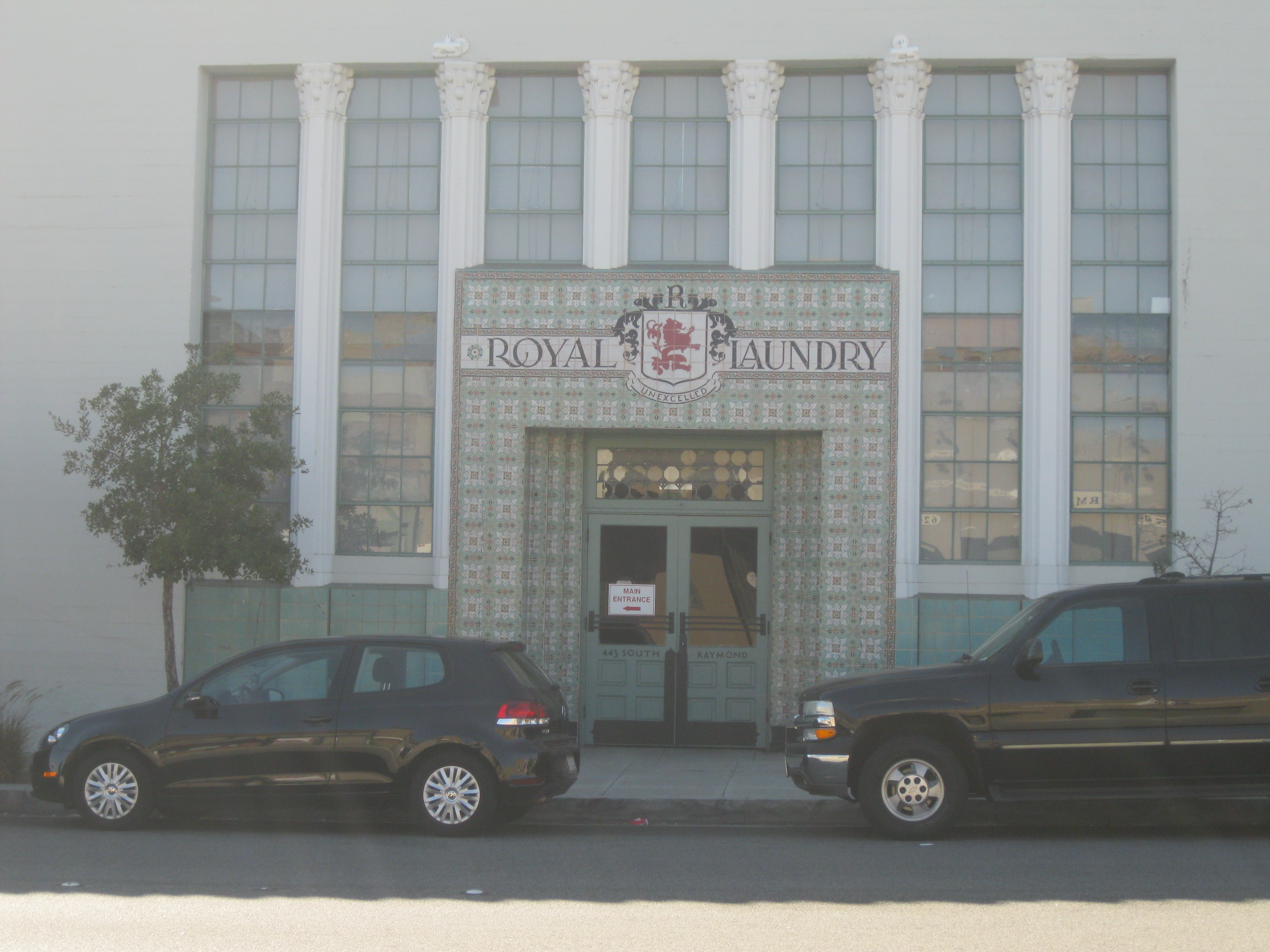
El vídeo musical fue filmado en el Royal Laundry Complex (en la imagen)

El vídeo fue dirigido por Nigel Dick y filmado el domingo 15 de junio de 1997 en Pasadena, California. Muestra a la banda audicionando ante seis mujeres. El número elegido fue para que las chicas no aparecieran para corresponder con los miembros de la banda. Las chicas graban las actuaciones y toman notas. Los miembros de la banda cantan y bailan, pero cada miembro también tiene un pequeño "test en pantalla" en que se visten en un disfraz y presentan varias actividades inusuales. En el puente de la canción, los miembros cambian lugares con las chicas y ellas actúan en los tests. Las posiciones cambian de vuelta al final de la canción.
El baile para esta canción, mostrado en el vídeo, incluye un baile en que se utiliza una silla plegable como parte de la coreografía. Durante muchos años después del lanzamiento, la banda terminaría con la mayoría de sus actuaciones de la canción con la misma rutina de la silla.
Hay efectos especiales en el vídeo. En particular, las secuencias de transformación donde el rostro de un miembro cambia en otro, como también disoluciones rápidas o tomas entre imágenes de los miembros haciendo la rutina de la silla en la misma posición en el set.
Una de las chicas en el vídeo es Leighanne Wallace. Después de conocerla durante los ensayos de este vídeo el 14 de junio, Littrell se terminaría casando con Wallace en 2000.

## Posicionamiento
| Lsita (1997)                    | Posición máxima |
| ------------------------------- | --------------- |
| Australian ARIA Singles Chart   | 2               |
| Austrian Singles Chart          | 2               |
| Begium (Flanders) Singles chart | 4               |
| Belgium (Walonia) Singles chart | 7               |
| Canadian Singles Chart          | 2               |
| Danish Singles Chart            | 3               |
| Dutch Singles Chart             | 5               |
| Finnish Singles Chart           | 17              |
| French Singles Chart            | 19              |
| German Singles Chart            | 3               |
| Irish Singles Chart             | 6               |
| Italian Singles Chart           | 9               |
| New Zealand RIANZ Singles Chart | 1               |
| Norwegian Singles Chart         | 5               |
| Swedish Singles Chart           | 4               |
| Swiss Singles Chart             | 4               |
| UK Singles Chart                | 3               |
| U.S. Billboard Hot 100 Airplay  | 4               |
| U.S. Bilboard Top 40 Mainstream | 3               |

### Listas de fin de año
| Listas de fin de año (1997) | Posición |
| --------------------------- | -------- |
| UK Singles Chart            | 25       |

| Listas de fin de año (1998) | Posición |
| --------------------------- | -------- |
| Argentina Top 40            | 1        |